# Beloit (Kansas)
Beloit é uma cidade localizada no estado americano de Kansas, no Condado de Mitchell.

## Demografia
Segundo o censo americano de 2000, a sua população era de 4019 habitantes. 
Em 2006, foi estimada uma população de 3639, um decréscimo de 380 (-9.5%).

## Geografia
De acordo com o United States Census Bureau tem uma área de 
10,4 km², dos quais 10,3 km² cobertos por terra e 0,1 km² cobertos por água. Beloit localiza-se a aproximadamente 422 m acima do nível do mar.

## Localidades na vizinhança
O diagrama seguinte representa as localidades num raio de 24 km ao redor de Beloit. 